# Gottes Tod
Gottes Tod ist ein Lied des Dark-Wave-Duos Das Ich, das das Duo Ende der 1980er Jahre gemeinsam schrieb und aufnahm. Das im Jahr 1990 auf dem Demo Satanische Verse erstmals veröffentlichte Stück wurde zusammen mit Destillat und Kain und Abel einer der größten Erfolge für Das Ich und fester Bestandteil des Live-Repertoires der Band.
Langfristig prägte Gottes Tod mit weiteren Liedern das Genre Neue Deutsche Todeskunst und wurde zugleich einer der bekanntesten Titel des Genres.

## Hintergrund und Veröffentlichungen
Grundzüge des Stücks entstanden bereits, bevor Stefan Ackermann und Bruno Kramm Das Ich gründeten im Zuge ihrer Electropunk-Band Dying Moments, die die Musiker mit weiteren Musikern in einer regulären Band-Konstellation mit Schlagzeug und Gitarre unterhielten. Nachdem die Band aufgelöst und Das Ich gegründet worden war, installierte Kramm ein semiprofessionelles Tonstudio, in dem das Duo unter anderem Gottes Tod aufnahm. Den Text und dessen Vortrag schrieb und arrangierte Stefan Ackermann zu der von Bruno Kramm geschriebenen Musik auf Basis eines gemeinsam festgelegten Themas.
Die gesamte Tontechnik und Musikproduktion, inklusive Abmischung und Mastering der Aufnahmen und Veröffentlichungen, übernahm Bruno Kramm, der dabei als ungelernter Tontechniker und Musikproduzent lernend und experimentierend vorging. Das Stück wurde sodann als Teil des Demos Satanische Verse in einer Auflage von 200 Exemplaren erstveröffentlicht.
Die Veröffentlichung als CD folgte, nachdem das Unternehmen Energie für Alle (EFA) Bruno Kramm angeboten hatte, das EFA-Presswerk zu nutzen. Der Vertrag ermöglichte es Kramm, das damals als Kollektiv geführte Kassetten-Label zum CD-Label auszubauen. Seither wurde Satanische Verse in unterschiedlichen Neuauflagen mit veränderter Titelzahl und Spieldauer veröffentlicht. Das sich in den 1990er Jahren zum Club-Hit entwickelnde Lied Gottes Tod blieb in allen Versionen von Satanische Verse der erste Titel.

## Musik und Text
Gottes Tod wurde im 4/4-Takt und im Grundton C-Moll bei einem Tempo von 123 BpM geschrieben. Markant sind der ausgeprägte elektronische Rhythmus-Schlag, der repetitive Refrain sowie der Einsatz eines Spinetts. Das Stück gilt als energiegeladen und besonders tanzbar.
Titel und Refrain des Stücks gelten als provokant, es geht allerdings über eine antichristliche Provokation hinaus. Der Hang zur Provokation ist dennoch gegeben und entstammt einer Punkattitüde, die sich gegen die bayerische katholische Mehrheitsgesellschaft richtete. In stilistischer und inhaltlicher Nähe zum Expressionismus, ist der Text von hoher Subjektivität geprägt. Ackermann gebraucht dabei eine künstlerische Sprache, die sich über die Regeln der Grammatik hinwegsetzt und von der „Härte der deutschen Sprache“ lebt. In dialektischer Reaktion befasst sich Gottes Tod bildreich metaphorisch mit dem ausgerufenen Tod Gottes. So thematisiert ein lyrisches Ich die eigene Sinnlosigkeit seiner Existenz sowie die eigene Macht- und Hilflosigkeit in Anbetracht einer gottentleerten Welt. Dabei wird der Tod Gottes schon zu Beginn des Stücks in dem aus den klagend repetitiv wiederholten, mit Friedrich Nietzsche assoziierten Worten „Gott ist tot“ und „Gottes Tod“ bestehenden Refrain als absolut gegeben angenommen. Die Strophen des Liedes formulieren die emotionale und intellektuelle Auseinandersetzung des lyrischen Ichs mit dieser Erkenntnis, die in den Strophen der Phrase „es wird schon wieder weitergehen“ gegenübersteht.

„Schwarz verbreitet sich in meinem Kopf

Ganz aufgequollen mein Augenlicht zersetzt

Das Herz verbrennt im weißen Nichts

Und doch es wird …“

Die Riten der organisierten Kirche werden dabei nicht rigoros abgelehnt. Vielmehr lag ein einst gegebener Trost in diesem „Schlund der blinden Worte“. So ist der Text geprägt von Zerbrechlichkeit und wütender Verzweiflung, womit Gottes Tod eine Härte besitzt, die die, für den Musikjournalisten Wolf-Rüdiger Mühlmann in Relation stehenden, martialisch blasphemischen Texte der Neuen Deutsche Härte nicht erlangen. Zugleich bemüht Ackermann eine mittelalterlich anmutende „verspielte Ästhetik der Sprache“, die der Musikjournalist Ecki Stieg als „einzigartig“ beschrieb.

## Remix- und Coverversionen
Im Jahr 1996 coverte die Death-Metal-Band Atrocity das Stück für die Bonus-CD des Albums Willenskraft. Für das Das-Ich-Remix- und -Coveralbum Re_Laborat/Re_Animat aus dem Jahr 1999 überarbeitete die schwedische Electropunk-Band Cat Rapes Dog Gottes Tod. Die Electro-Band Snow in China veröffentlichte 2003 eine Remixversion als B-Seite der Single Mindsucker. Die französische Extreme-Metal-Band Bliss of Flesh veröffentlichte im Jahr 2023 eine Coverversion des Stücks über YouTube.